# Малая Каратуль
Ма́лая Карату́ль (укр. Мала Каратуль) — село, входит в Переяслав-Хмельницкий район Киевской области Украины.
Население по переписи 2001 года составляло 470 человек. Почтовый индекс — 08450. Телефонный код — 4567. Занимает площадь 1,92 км².

## Местный совет
08450, Київська обл., Переяслав-Хмельницький р-н, с.Мала Каратуль, вул.Переяславська,12